# Una y otra vez
Una y otra vez es un álbum de estudio del cantante puertorriqueño Ray Reyes, exintegrante de la boy band Menudo, lanzado en 1986 por el sello discográfico Rey Records. El disco está compuesto por diez canciones distribuidas entre los lados A y B, con composiciones de diversos autores como César Noroña, Gari Bribiesca, Ernesto Cardenal, Don Batte, Jeanette Dacosta, Susy D’Pecor, entre otros, además de colaboraciones del propio Ray Reyes en letras y melodías.
Este fue el último álbum de Reyes lanzado como solista. Tras la promoción de este y de su álbum anterior, Minha Música, el artista se unió a otros exintegrantes de Menudo en proyectos como Proyecto M y El Reencuentro.

## Antecedentes y contexto
Tras dejar el grupo Menudo en 1985, Ray Reyes inició su carrera como solista con el álbum Minha Música, lanzado en Brasil. Grabado en Puerto Rico, el disco incluyó canciones de compositores brasileños y puertorriqueños, incluyendo el tema original "Quero", compuesto en colaboración con Ruco Gandía. La promoción del álbum incluyó una extensa gira por ciudades brasileñas y apariciones en programas de televisión. El proyecto marcó la transición de Ray hacia una carrera independiente, combinando influencias de Menudo con una nueva identidad artística. Durante este período, el cantante vivió en Brasil y ya trabajaba en la producción de un segundo álbum, que sería Una y otra vez.

## Producción y grabación
El álbum fue producido y dirigido por Ruco Gandia para Rey Records. Las grabaciones se realizaron en los estudios Ochoa Recordino Studios, en Puerto Rico, con el ingeniero de sonido Ronnie Torres a cargo de la captación y mezcla. El proceso técnico se completó en Laquer Lab, donde el disco fue masterizado. La dirección musical y los arreglos estuvieron a cargo de Ruco Gandia, quien también contribuyó como bajista y coautor en algunas canciones. La banda de apoyo incluyó músicos como Jorge Labdy (guitarra), Hector Candela (batería), Carmen "Amuni" Nacer (teclados), Roberto Cimenez (saxofón) y Sabu (percusión). Los coros fueron interpretados por Dagmar, Giloa González, Humberto González y Jamira Torres.
Las composiciones presentan una variedad de colaboradores, incluyendo a Cezar Rossini, Gil Berson, Dom Beto, Brenda, André Christovam, Ruco Gandia, Willkins, Luis Claudio y Tony Sampaio. La adaptación de los textos al español fue realizada por Ruco Gandia y Ray Reyes, destacando una producción con influencias de balada romántica y ritmos tropicales. El diseño visual estuvo a cargo de Reine Zayas, con fotografías de Jochi Melero y arte final de Ángel Ortiz.

## Canciones
La lista de canciones incluye 10 temas divididos entre los lados A y B del disco. De las diez canciones incluidas, ocho son versiones en español de los temas incluidos en Minha Música, mientras que la canción "Tenerte Cerca" aparece en español en ambos álbumes del cantor.
La canción "Nora" es una versión en español del tema "Dona", de 1982, del dúo brasileño Sá & Guarabyra, regrabada por el grupo Roupa Nova en su álbum Roupa Nova, de 1985. Ese mismo año, la canción formó parte de la banda sonora de la telenovela Roque Santeiro, de Rede Globo, y se convirtió en un gran éxito, siendo la segunda canción más reproducida en las radios brasileñas ese año. El artista incluyó la versión original en portugués en sus conciertos en Brasil.

## Promoción
Como parte de la promoción, el cantante inició una gira en la que interpretaba las canciones del álbum, además de aparecer en programas de televisión. En 1986, Reyes se presentó en el programa Lo tomas o lo dejas, de Puerto Rico, conducido por Pedro Zervigón y Cyd Marie Flemin, donde interpretó el tema "Nora". Durante el programa, también concedió una entrevista a los presentadores y dedicó la canción a una fan presente en el público (Maria Celeste).

## Lista de canciones
| Side A |                         |                           |                       |          |  |
| N.º    | Título                  | Escritor(es)              | Portuguese version    | Duración |  |
| 1.     | «Una Noche en San Juan» | Cezar Rossini, Gil Berson | "Uma Noite no Havaí"  |          |  |
| 2.     | «Nora»                  | Sá e Guarabyra            | "Dona"                |          |  |
| 3.     | «Pero el Tiempo Pasó»   | Andre Christovam          | "Fui Lembrar de Você" |          |  |
| 4.     | «Tenerte Cerca»         | Ruco Candia               |                       |          |  |
| 5.     | «Quiero»                | Ruco Candia, Ray          | "Quero"               |          |  |

| Side B |                         |                            |                       |          |  |
| N.º    | Título                  | Escritor(es)               | Portuguese version    | Duración |  |
| 1.     | «Una y Otra Vez»        | Dom Beto, Brenda           | "A Primeira Vez"      |          |  |
| 2.     | «Alegría de Soñar»      | Dom Beto, Brenda           | "Alegria de Sonhar"   |          |  |
| 3.     | «Luna de Deseo»         | Cezar Rossini, Paulo Reza  | "Lua Cheia de Desejo" |          |  |
| 4.     | «Me Sentí Desnudo»      | Willkins                   | "Eu Fiquei Sem Jeito" |          |  |
| 5.     | «No Me Puedo Controlar» | Luis Claudio, Tony Sampaio | "Com a Cabeça no Ar"  |          |  |